# Khoa học xây dựng
Khoa học xây dựng là một ngành thuộc Khoa học kỹ thuật.

## Các ngành cơ bản
1. Cơ học
2. Cơ học thủy
3. Lý thuyết độ bền cơ học (sức bền vật liệu)
4. Khoa học vật liệu xây dựng

## Các chuyên ngành

### Theo lĩnh vực làm việc
1. Xây dựng cao tầng
2. Xây dựng hạ tầng
3. Xây dựng công trình thủy
4. Kinh tế thủy (cấp, thoát nước)
5. Chuyên ngành giao thông vận tải

### Các chuyên ngành (theo nguyên lý)
1. Cơ sở khoa học kỹ thuật xây dựng
  1. Tin học xây dựng
  2. Trắc đạc kỹ thuật
  3. Vật lý học công trình
  4. Hóa học công trình
  5. Lý thuyết cấu kiện
  6. Độ bền cấu kiện
2. Kinh tế xây dựng và vận hành, quản lý xây dựng
  1. Lý thuyết kinh doanh xây dựng
  2. Quản trị kinh doanh xây dựng
  3. Quản lý bất động sản và cơ sở hạ tầng
  4. Luật xây dựng dân dụng (tư nhân)
  5. Quản lý xây dựng
  6. Kỹ thuật phương pháp xây dựng và sử dụng máy xây dựng
3. Xây dựng kỹ thuật và xây dựng cao tầng
  1. Vật liệu xây dựng
  2. Xây dựng cao tầng
  3. Xây dựng khối
  4. Xây dựng thép
  5. Xây dựng liên kết
  6. Xây dựng gạch
  7. Xây dựng gỗ
  8. Xây dựng thủy tinh
  9. Kỹ thuật liên kết
  10. Tác động qua lại nền móng và cấu kiện
4. Địa kỹ thuật
  1. Cơ học đất và đá
  2. Động học nền móng
  3. Xây dựng nền móng, đào móng xây dựng, và kết cấu móng
  4. Kỹ thuật địa môi trường
  5. Xây dựng hầm mày với máy đào hầm
5. Xây dựng công trình thủy, kinh tế thủy, kỹ thuật rác thải
  1. Cơ học thủy (thủy lực) kỹ thuật
  2. Thủy văn và kinh tế thủy
  3. Xây dựng thủy
  4. Cấp nước
  5. Kỹ thuật thoát nước
  6. Kỹ thuật rác
6. Quy hoạch không gian và xây dựng đô thị, luật xây dựng nhà nước
  1. Quy hoạch không gian, quy hoạch quốc gia và khu vực
  2. Xây dựng đô thị
  3. Luật xây dựng đô thị
  4. Luật quy hoạch xây dựng
  5. Luật thiết kế cho công trình giao thông
7. Hệ thống giao thông và thiết bị giao thông
  1. Hệ thống giao thông công cộng
  2. Giao thông cá nhân - Thiết kế đường bộ và xây dựng đường bộ
  3. Xây dựng giao thông thủy - Đường thủy và bến cảng
  4. Thiết kế, xây dựng và vận hành sân bay
  5. Mạng đường dẫn (điện cao thế, thông tin tín hiệu, ga, dầu, v.v.)